# Karin Hänsel
Karin Hänsel ist eine ehemalige deutsche Radrennfahrerin und nationale Meisterin im Radsport.

## Sportliche Laufbahn
Karin Hänsel war im Straßenradsport in der DDR aktiv. 1959 gewann sie die nationale Meisterschaft im Straßenrennen vor Monika Jurke und der späteren Nationaltrainerin Dora Kautz. 1960 gewann sie den Titel erneut vor Elfriede Vey. Vize-Meisterin wurde Hänsel 1961 und 1962 jeweils hinter Elisabeth Eichholz.
Bei den UCI-Straßen-Weltmeisterschaften 1959 wurde sie beim Sieg von Yvonne Reynders 24. des Rennens. Hänsel startete für die BSG Einheit Freiberg und ab 1959 für den SC DHfK Leipzig.